# Around the World (Got7)
Around the World è un singolo del gruppo sudcoreano Got7, pubblicato in Giappone il 22 ottobre 2014.
La canzone omonima viene distribuita in anteprima il 29 settembre 2014 insieme al video musicale. È stato il singolo di debutto in Giappone di un artista K-pop più venduto tra il 2013 e il 2014.
Oltre all'edizione classica in CD, sono state pubblicate due edizioni limitate CD+DVD: nell'edizione A, il DVD contiene il video musicale originale e il dietro le quinte di Around the World, mentre nell'edizione B contiene il video musicale versione coreografia e tre video delle prove di ballo.

## Descrizione
Around the World è una canzone energica che esprime l'immagine dei Got7 che saltano per il mondo, ed è di genere dance con accenni EDM. So Lucky è stata composta e prodotta da Jun. K dei 2PM.

## Tracce
1. Around the World – 3:57 (testo: Komu – musica: Kim Tae-sung, Jake K, Jimmy Burney)
2. So Lucky – 4:08 (testo: Jun. K, Tamaki Mori – musica: Jun. K, LeL)
3. Around the World (Instrumental) – 3:57 (musica: Kim Tae-sung, Jake K, Jimmy Burney)
4. So Lucky (Instrumental) – 4:08 (musica: Jun. K, LeL)

Durata totale: 16:10

## Formazione
- Mark – rap
- JB – voce
- Jackson – rap
- Junior – voce
- Youngjae – voce
- BamBam – rap
- Yugyeom – voce

## Successo commerciale
Il singolo si è classificato in terza posizione sulla Oricon Daily Singles Chart del 23 ottobre 2014, e, dopo essere rimasto in top 5 per cinque giorni, è salito in seconda posizione; è invece entrato in terza posizione sulla classifica settimanale. Ha venduto 40 431 copie nel mese di ottobre 2014.
Si è inoltre classificato quarto sulla Billboard Japan Hot 100.

## Classifiche
| Classifica (2014) | Posizione massima |
| ----------------- | ----------------- |
| Giappone          | 3                 |